# Ally Sheedy
Ally Sheedy (Nova York, 13 de juny de 1962) és una actriu estatunidenca de cinema, teatre i televisió, i també l'autora de dos llibres: She Was Nice to Mice (McGraw-Hill, 1975) i Yesterday I Saw the Sun: Poems (Summit Books, 1991). En els últims anys ha esdevingut una ferma defensora dels drets del col·lectiu LGBT, ja que la seva filla Rebecca és lesbiana i ho veu com una crida personal.
La seva filmografia principal inclou títols com Jocs de guerra (1983), The Breakfast Club (1985), St. Elmo's, punt de trobada (1985), Curtcircuit (1986), Agent ocult (1991), Sol a casa 2: Perdut a Nova York (1992), El millor amic de l'home (1993), High Art (1998), Life During Wartime (2009) i Welcome to the Rileys (2010); també ha aparegut a sèries de televisió com Kyle XY (2008-2009). Pel seu paper de Lucy Berliner, la fotògrafa addicta a les drogues de High Art, va guanyar diversos premis.

## Biografia
Sheedy va néixer a Nova York. Té dos germans, Patrick i Meghan. La seva mare, Charlotte, era escriptora i agent de premsa relacionada amb els moviments dels drets civils i de les dones. El seu pare, John J. Sheedy, Jr., era publicista. La mare de Sheedy era jueva i el seu pare era d'ascendència catòlica-irlandesa. Els seus pares es van divorciar el 1971.
Va anar a la Columbia Grammar & Preparatory School a Nova York, on es va graduar el 1980. Sheedy havia començat a practicar dansa amb l' American Ballet Theatre des dels sis anys i planejava dedicar-se a la dansa a temps complet. No obstant això, ho va abandonar per seguir la carrera d'actriu. Als dotze anys, va escriure un llibre infantil, She Was Nice to Mice. El llibre va ser publicat per McGraw-Hill i es va convertir en un supervendes. El 19 de juny de 1975 va aparèixer al programa televisiu To Tell the Truth.
Sheedy va iniciar la seva carrera com a actriu en produccions teatrals locals quan era adolescent. Després d'aparèixer en diversos telefilms el 1981, així com en tres episodis de la sèrie Hill Street Blues, va realitzar el seu debut cinematogràfic en Bad Boys al costat de Sean Penn. Durant els anys 1980, Sheedy va tenir bastant activitat, apareixent en pel·lícules com Jocs de guerra, The Breakfast Club, St. Elmo's, punt de trobada, Curtcircuit i Maid to Order.
Durant els anys 1990, Sheddy va aparèixer principalment en telefilms. També va actuar en la pel·lícula independent High Art. El 1999, va representar al personatge principal de Hedwig and the Angry Inch en una producció fora de Broadway. Va ser la primera dona a interpretar al transsexual alemany "Hedwig". No obstant això, Sheedy es va retirar de la producció després de diverses crítiques negatives.
El 2003, va participar com convidada especial en l'episodi "Playing God" de The Dead Zone al costat d'Anthony Michael Hall. Sheedy també va actuar en l'episodi "Leapin' Lizards" de CSI: Crime Scene Investigation. El 3 de març de 2008 es va unir a l'elenc de la sèrie d'ABC Family Kyle XY.

### Vida personal
Sheedy està casada amb l'actor David Lansbury. La parella té una filla, Rebecca, nascuda el 1994. No obstant això, al maig de 2008, Sheedy va presentar una demanda de divorci.

## Filmografia principal
| - The Best Little Girl in the World (1981, telefilm) - Splendor in the Grass (1981, telefilm) - Jocs de guerra (WarGames) (1983) - Bad Boys (1983) - Oxford Blues (1984) - The Breakfast Club (1985) - St. Elmo's, punt de trobada (St. Elmo's Fire) (1985) - Twice in a Lifetime (1985) - Blue City (1986) - Curtcircuit (Short Circuit) (1986) - Maid to Order (1987) - Short Circuit 2 (1988) | - Heart of Dixie (1989) - Betsy's Wedding (1990) - Agent ocult (Fear) (1990) - Only the Lonely (1991) - Sol a casa 2: Perdut a Nova York (Home Alone 2: Lost in New York) (1992, cameo) - El cogombre (The Pickle) (1993) - El millor amic de l'home (Man's Best Friend) (1993) - Chantilly Lace (1993, telefilm) - Parallel Lives (1994, telefilm) - Buried Alive II (1997, telefilm) - High Art (1998) - Life on the Line (2003, telefilm) | - Day Zero (2007) - Harold (2008) - Kyle XY (2008, sèrie de TV) - Life During Wartime (2009) - Citizen Jane (2009, telefilm) - Psych (2009, sèrie de TV) - Welcome to the Rileys (2010) - Fugly! (2011) - Client Seduction (2014, telefilm) - Little Sister (2016) - X-Men: Apocalypse (2016, cameo) |